# Jacek Mączka
Jacek Mączka (ur. 1965 w Sanoku) – polski poeta, literaturoznawca, nauczyciel akademicki.

## Wykształcenie
Absolwent I Liceum Ogólnokształcącego im. Komisji Edukacji Narodowej w Sanoku z 1984. W 1991 ukończył literaturoznawstwo na Uniwersytecie Rzeszowskim. W 2006 uzyskał stopień doktora nauk humanistycznych w zakresie literaturoznawstwa na Uniwersytecie Rzeszowskim za rozprawę Światopogląd poetycki Janusza Szubera.

## Twórczość
Finalista XII Ogólnopolskiego Konkursu Poetyckiego im. Jacka Bierezina 2006 i laureat Tyskiej Zimy Poetyckiej. Nominowany do Orfeusza – Nagrody Poetyckiej im. K.I. Gałczyńskiego 2024 za tom Czwarta mgła. Ruta. Publikował m.in. w „Gazecie Wyborczej”, „Rzeczpospolitej”, „Studium”, „Więzi”. Jego wiersze przetłumaczono na język angielski. Autor monografii Powidła dla Tejrezjasza. O poezji Janusza Szubera. Członek władz Korporacji w Sanoku.

## Kariera zawodowa
Starszy wykładowca w Państwowej Wyższej Szkole Zawodowej im. Jana Grodka w Sanoku i polonista w I Liceum Ogólnokształcącym im. KEN w Sanoku. W 2012 nie uzyskał stopnia doktora habilitowanego nauk humanistycznych w zakresie literaturoznawstwa na Uniwersytecie Jagiellońskim za rozprawę Powidła dla Tejrezjasza. O poezji Janusza Szubera.

## Wybrane publikacje
- Powidła dla Tejrezjasza. O poezji Janusza Szubera, Kraków: Księgarnia Akademicka, 2008, ISBN 978-83-7188-245-6
- Pomyśleć prześwit, Kraków: Miniatura, 2009, ISBN 978-83-7606-074-3
- Kroisz coraz cieńsze, Kraków: Miniatura, 2009, ISBN 978-83-7606-132-0
- Bliższe okolice, Nowa Ruda: Wydawnictwo Mamiko, 2010, ISBN 978-83-60224-48-9
- Zwarzone mrozem czyżnie, Nowa Ruda: Wydawnictwo Mamiko, 2011, ISBN 978-83-60224-64-9
- Tupot, świst, chrzęst, Nowa Ruda: Wydawnictwo Mamiko, 2012, ISBN 978-83-60224-86-1
- Dróżnik, Nowa Ruda: Wydawnictwo Mamiko, 2014, ISBN 978-83-60224-86-1
- Brudy prać, Tychy: Teatr Mały, 2016, ISBN 978-83-933347-9-7
- Kawałek uważnie A Piece Mindfully, Kraków: Miniatura, 2016, ISBN 978-83-8052-030-1